# 1472
1472 (MCDLXXII) fue un año bisiesto comenzado en miércoles del calendario juliano.

## Acontecimientos
- 20 de febrero: las Islas Shetland y las Órcadas son anexionadas a la corona de Escocia.
- Iván III de Rusia se casa con la nieta del último Emperador Bizantino, comenzando así la doctrina de la Tercera Roma.
- Termina la Guerra Civil Catalana con el triunfo de Juan II de Aragón y se firma la Capitulación de Pedralbes.
- Se funda el Sultanato wattásida o Reino de Fez.
- Primer incunable impreso en la península ibérica, el Sinodal de Aguilafuente (provincia de Segovia).
- Se funda el Monte dei Paschi di Siena, el banco en funcionamiento más antiguo del mundo.

## Nacimientos
- 5 de abril: Blanca María Sforza, en Pavía, emperatriz por matrimonio con Maximiliano I de Habsburgo, emperador del Sacro Imperio Romano Germánico.
- 16 de mayo: Juan Pardo de Tavera, religioso español. (m. 1545).
- 11 de agosto: Nikolaus von Schönberg, cardenal católico alemán.

## Fallecimientos
- 20 de abril: León Bautista Alberti, arquitecto, pintor, matemático, poeta, lingüista, filósofo y arqueólogo italiano. (n. 1404)... 68 años.
- 4 de junio: Nezahualcóyotl, rey texcocano (1431-1472). (n. 1402)... 70 años.